# Унеюв-Рендзины
Уне́юв-Рендзи́ны (пол. Uniejów-Rędziny) — село в Польше в сельской гмине Харшница Мехувского повета Малопольского воеводства.
Село располагается в 5 км от административного центра гмины села Мехув-Харшница, в 10 км от административного центра повета города Мехув и в 42 км от административного центра воеводства города Краков.
На территории села находится железнодорожная станция Тунель, наименование которой происходит от двух туннелей, проходящих возле села через вершину Бяла-Гура.
В 1975—1998 годах село входило в состав Келецкого воеводства.